# Мелбърн (остров)

Остров Мелбърн (на английски: Melbourne Island) е 63-тият по големина остров в Канадския арктичен архипелаг. Площта му е 381 км2, която му отрежда 79-о място сред островите на Канада. Административно принадлежи към канадската територия Нунавут. Необитаем.
Островът се намира в западната част на залива Куийн Мод, на източния вход на протока Диз, отделящ остров Виктория на север от брега на Северна Америка на юг. Проток широк 9,5 км, в който има малък остров Минто го отделя на запад от п-ов Кент, а на 15,8 км на юг е северното крайбрежие на континента. На 30 км на север е южния бряг на остров Виктория.
Островът има овална форма с дължина от северозапад на югоизток 29 км, а максималната му ширина е 16 км. Бреговата линия е слабо разчленена и е с дължина само 82 км. Целият остров представлява слабо издигнат купол с максимална височина от 104 м, осеян със стотици езера и блата.
Открит е през лятото на 1839 г. от двамата служители на „Компанията Хъдсънов залив“, търгуваща с ценни животински кожи Питър Уорън Диз и Томас Симпсън.
|  | Тази страница частично или изцяло представлява превод на страницата „Мелборн (остров)“ в Уикипедия на руски. Оригиналният текст, както и този превод, са защитени от Лиценза „Криейтив Комънс – Признание – Споделяне на споделеното“, а за съдържание, създадено преди юни 2009 година – от Лиценза за свободна документация на ГНУ. Прегледайте историята на редакциите на оригиналната страница, както и на преводната страница, за да видите списъка на съавторите. ВАЖНО: Този шаблон се отнася единствено до авторските права върху съдържанието на статията. Добавянето му не отменя изискването да се посочват конкретни източници на твърденията, които да бъдат благонадеждни. |